# Bonney (Teksas)
Bonney je selo u američkoj saveznoj državi Teksas. Prema popisu stanovništva iz 2010. u njemu je živjelo 310 stanovnika.